# Tempio Rotondo

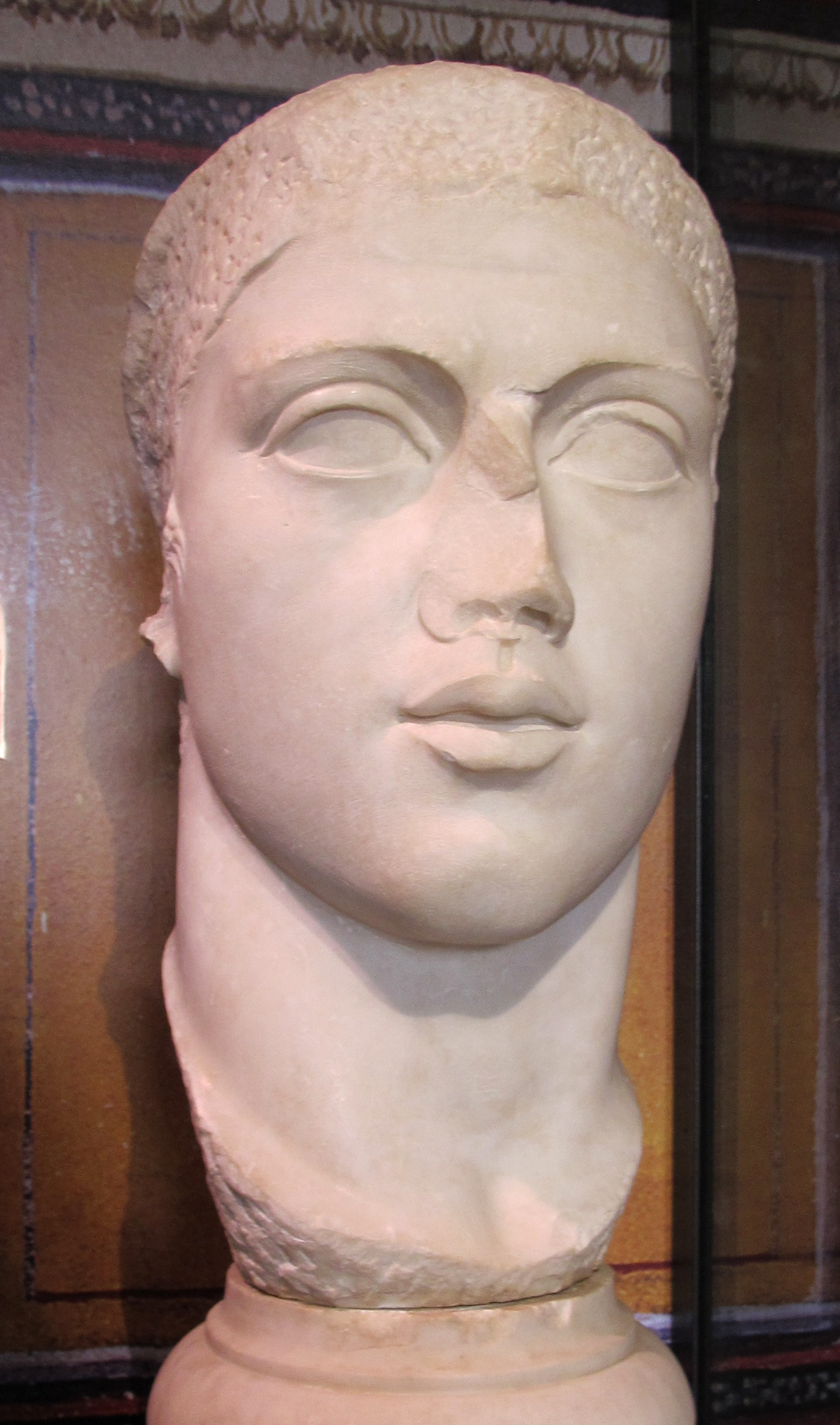
Busto dell'imperatore Alessandro Severo esposto nel Museo nazionale romano di Palazzo Massimo

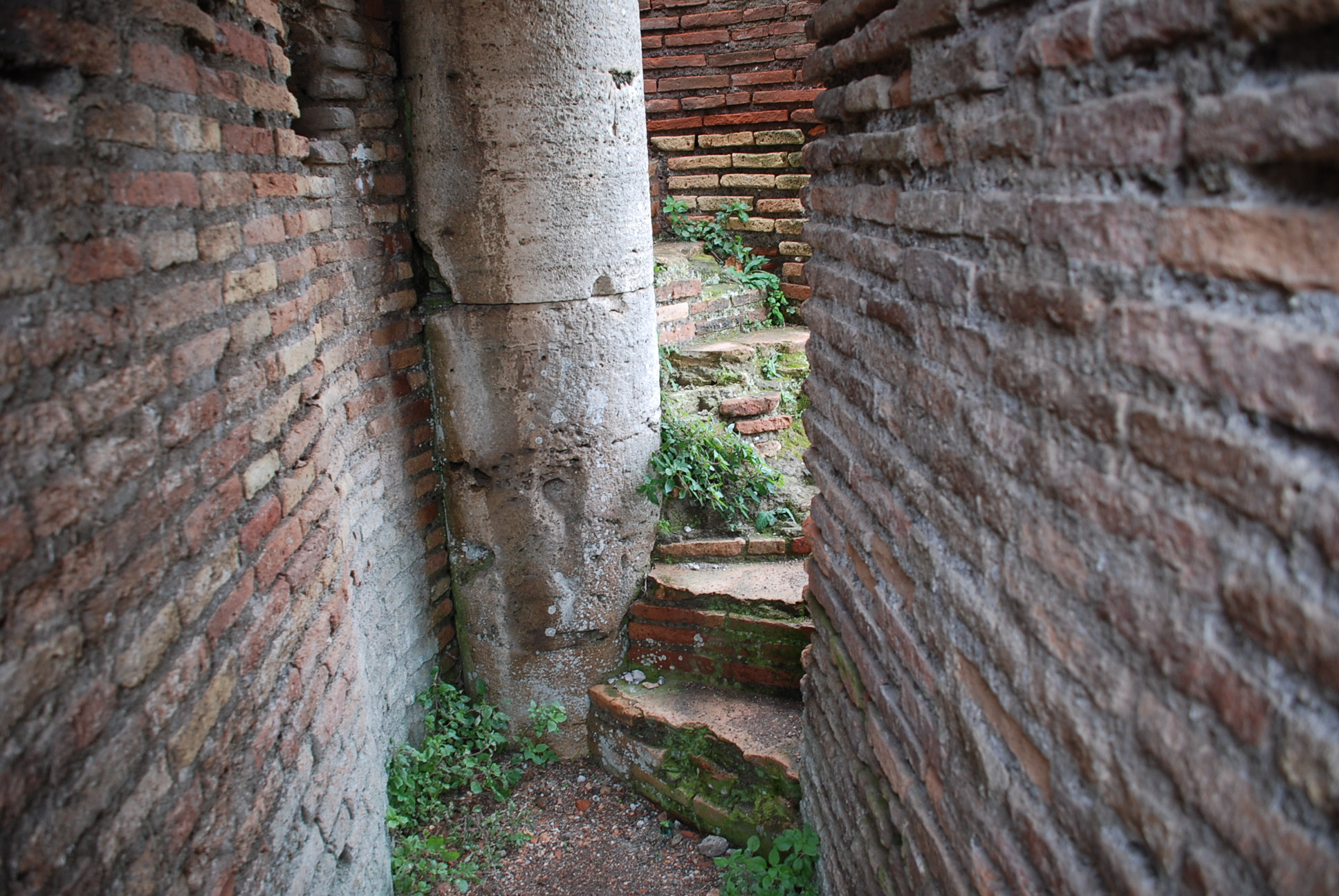
Scale a chiocciola che conducevano alla cupola

Il Tempio Rotondo (I,XI,1) era un tempio probabilmente dedicato al culto imperiale, che si trovava nella regio I della città romana di Ostia.

## Descrizione
Il tempio si trova nell'area antico castrum repubblicano, compreso tra il decumano massimo a nord e Via del Tempio Rotondo a sud, confinando con la a Basilica (I, XI, 5) a est e con l'Officina Stuppatoria (I,X,3) ad ovest. Non si conserva molto dell'edificio, che per le sue dimensioni e posizione, era tra i più importanti della città.
Il tempio è preceduto da una piazza con portico colonnato, oggi scomparso, costruita sopra un precedente portico accessibile dalla Basilica civile. I muri di fondo presentano nicchie rivestite in marmo addossate ai muri.
Il tempio sorge su un alto podio accessibile da una scalinata centrale, fiancheggiata da due nicchie semicircolari e presentava un colonnato frontale di dieci colonne, dietro il quale si apre la cella rotonda, con spessi muri in laterizio per sostenere la cupola e nicchie sulle pareti, in origine inquadrate da colonne. A fianco dell'ingresso una scala a chiocciola intorno ad una colonna in travertino permetteva di salire alla cupola.
Nella zona del tempio, indagato già a partire con gli scavi del 1802-1804 condotti da Giuseppe Petrini per volontà di papa Pio VII, sono stati trovati grandi ritratti di Alessandro Severo (222-235 d.C.) e Gordiano III (238-244 d.C.), che facevano parte di statue alte circa 3,50 m. . Un'iscrizione trovata nel tempio menziona la moglie di Gordiano III, Furia Sabina Tranquillina, e un'altra iscrizione è stata iscritta in onore di Publio Licinio Cornelio Valeriano, il figlio maggiore dell'imperatore Gallieno (253 - 268 d.C.) .
Nella zona sono stati anche dissotterrati i busti di Traiano, Adriano, Antonino Pio e Marco Aurelio, che potrebbero essere appartenuti a statue che si trovavano in un edificio precedente al Tempio Rotondo, e in seguito trasferite in nicchie nella cella del tempio.
Sulla base di considerazioni legate al materiale utilizzato, marmi pregiati e materiali di rimpiego, alla posizione del tempio nel cuore di Ostia, ai rinvenimenti legati alla dinastia dei severi, si ipotizza che la sua costruzione, ultimo edificio religioso monumentale, sia frutto di un confinanzimento della famiglia imperiale e dal municipio ostiense, che in questo modo onorava la famiglia imperiale che si era attivamente impegna a difesa dell'annona .
Se la sua destinazione a luogo di culto imperiale, proposta la prima volta da Guido Calza nel 1925, è generalmente accettata dagli studiosi ostiensi, è stata avanzata l'ipotesi che il tempio fosse utilizzato, per una sorta di eccletismo funzionale, anche come luogo di culto di divinita orientali (Sol, Magna Mater), in ragione dell'ideologia severiana e delle forme architettoniche utilizzate, lontane da quelle trazionalmente proprie latino-romane.